# 墨佳遼
墨佳 遼（すみよし りょう、1988年 - ）は、日本の漫画家、キャラクターデザイナー。硯 遼（すずり りょう）の名前でも活動している。

## 経歴
1988年生まれ。2006年にカプコンに入社、3Dモデリングや『モンスターハンター』シリーズのモンスターデザインなどを担当する。2015年、カプコンを退職しフリーに。
2016年よりウェブメディア「マトグロッソ」で『人馬』の連載を開始。2017年にはデビュー作となる『人馬』の単行本を刊行する。
2017年8月より硯遼の名義でボーイズラブアンソロジー誌「Canna」で『MADK』の連載を開始。11月よりpixivコミック内のウェブ誌「クロフネ」で『トルソの僕ら』の連載を開始。
2018年から放映されたテレビアニメ『ゴールデンカムイ』（第一期・第二期）の動物設定を担当。
『月刊少年マガジン』2020年2月号より『鉄界の戦士』の連載を開始。
2021年8月には玄光社より『獣人・擬人化 人外デザインのコツ』が発売されることが発表され、9月27日には発売を記念し、ゲストに寺田克也を招いてのオンライントークイベントがロフトプラスワンで配信開催されることが決定した。

## 著書
- 『人馬』 イースト・プレス
  1. 2017年、ISBN 978-4781615110
  2. 2017年、ISBN 978-4781615318
  3. 2018年、ISBN 978-4781616858
  4. 2018年、ISBN 978-4781616865
  5. 2020年、ISBN 978-4781619019
  6. 2020年、ISBN 978-4781619026
- 『MADK』
  1. プランタン出版〈Canna Comics〉、2018年、ISBN 978-4829686058
  2. プランタン出版〈Canna Comics〉、2019年、ISBN 978-4829686263
  3. フランス書院〈Canna Comics〉、2022年、ISBN 978-4829686683
- 『トルソの僕ら』 リブレ〈クロフネコミックス〉
  1. 上、2018年、ISBN 978-4799739273
  2. 下、2018年、ISBN 978-4799741382
- 『鉄界の戦士』 講談社〈KCデラックス〉
  1. 2020年、ISBN 978-4065193389
  2. 2020年、ISBN 978-4065210703
  3. 2021年、ISBN 978-4065227336
  4. 2021年、ISBN 978-4065249369
- 『獣人・擬人化 人外デザインのコツ』 玄光社、2021年、ISBN 978-4768315170